# Brooklin (Ontario)
Brooklin és un barri de la ciutat canadenca de Whitby ala província d'Ontario, a la zona nord del centre urbà, a l'encreuament de les autopistes d'Ontario 12 i 7. És part de l'àrea metropolitana de Toronto (GTA).